# Het Ronker-contact
Het Ronker-contact is een hoorspel van Jan Apon. De AVRO zond het uit op donderdag 27 oktober 1966. De regisseur was Dick van Putten. De uitzending duurde 70 minuten.

## Rolbezetting
- Peter Aryans (inspecteur Baan)
- Willy Ruys (Wins)
- Jan Apon (Ronker)
- Wiesje Bouwmeester (mevrouw Ronker)
- Hans Karsenbarg (Leo Ronker)
- Tonny Foletta (Bram Duif)
- Harry Bronk (Leendert Zwaan)
- Han König (Rijk Fileta)
- Corry van der Linden (Els Waaier)
- Nel Snel (Marie, de vrouw van Bram Duif)
- Trudy Libosan (Jopie Duif)
- Tine Medema (Stijn Burk)
- Jan Verkoren (agent De Wit)
- Jos van Turenhout (een politiedokter)
- Herman van Eelen (een journalist)

## Inhoud
De directeur van een technisch bedrijf wordt vermoord aangetroffen in zijn kantoor. Nader onderzoek laat zien dat zowel zijn zoon, zijn vrouw, zijn secretaresse als enige andere medewerkers in het bedrijf een motief zouden kunnen hebben om hem van het leven te beroven…